# Голд Бийч (град, Орегон)
Голд Бийч (на английски: Gold Beach) е град в окръг Къри, щата Орегон, САЩ. Голд Бийч е с население от 1897 жители (2000) и обща площ от 6,5 km². Намира се на 15,2 m надморска височина. ЗИП кодът му е 97444, а телефонният му код е 541.